# La Femme et le Monstre
Pour plus de détails, voir Fiche technique et Distribution.
La Femme et le Monstre (The Lady and the Monster) est un film de science-fiction horrifique américain réalisé par George Sherman et sorti en 1944, d'après le roman Le Cerveau du nabab de Curt Siodmak publié en 1943.

## Synopsis
L'histoire débute au bord d'un désert en Arizona. C'est là que le professeur Franz Mueller, un brillant scientifique, s'est installé dans un château gothique. Avec son assistant, le Dr Patrick Cory, il mène des expériences sur des animaux. Ils conservent les cerveaux de singes décédés afin de vérifier combien de temps ceux-ci continuent à réagir.
Lorsqu'un avion s'écrase près de chez eux, le Dr Mueller est appelé et ramène un survivant au château. L'homme meurt et Mueller lui prélève le cerveau et le place dans une solution électrolytique afin de le maintenir en vie. Le défunt est l'industriel et millionnaire William H. Donovan. Les expériences de Mueller sur le cerveau de ce dernier ont bientôt pour conséquence que le cerveau envoie des messages télépathiques à l'assistant Cory et prend même parfois complètement possession de lui : les pensées de Corey sont désormais les pensées de Donovan, ce qui le force à suivre les diktats du mort.
Comme Donovan n'a pratiquement rien laissé à sa femme Chloé dans son testament, l'avocat et amant de Chloé, Eugene Fulton, espère obtenir des informations sur l'endroit où Donovan a caché sa fortune en utilisant le cerveau de Donovan. C'est pourquoi il garde pour lui le fait qu'il connaît les expériences secrètes du scientifique.
Janice Farrell, une jeune femme qui vit et travaille au château et qui est amoureuse de Cory, se sent de plus en plus déstabilisée par le changement de caractère de ce dernier. Non seulement Mueller, mais elle aussi, se rend compte que le cerveau a pris possession du corps de Cory et lui impose sa volonté. C'est ainsi que Cory retire de grosses sommes d'argent de comptes cachés de Donovan afin de faire sortir de prison le meurtrier condamné Roger Collins. Collins refuse toutefois son aide, car il ne croit pas à une libération tant que la jeune Mary Lou, témoin du crime, maintient son témoignage. Janice apprend par l'enquêteur Grimes, qui a été engagé par Chloe Donovan et son avocat, que Cory tente de soudoyer le témoin pour qu'il retire sa déclaration. Grimes est au courant des sales affaires de Donovan, par lesquelles il essayait de se débarrasser de ses adversaires et de ses partenaires commerciaux indésirables. Il suppose que Mary-Lou doit maintenant être réduite au silence de la même manière. En effet, Donovan utilise le corps de Cory pour tenter de se débarrasser de Mary Lou dans un accident de voiture. Lorsque Janice tente d'arrêter Cory, il essaie de la tuer.
C'est alors que l'ancienne maîtresse de Mueller, la gouvernante Missis Fame, intervient et alimente le cerveau avec des sédatifs, de sorte qu'il perd son contrôle sur Cory, qui retrouve alors son ancienne conscience. Cory raconte à Janice que Collins est le fils illégitime de Donovan et que Donovan a lui-même commis le meurtre pour lequel Collins a ensuite été condamné.
De retour au château, Cory tente en vain de convaincre Mueller de mettre fin à ses expériences. Une bagarre éclate entre les deux hommes, Mueller est abattu par la gouvernante et le cerveau de Donovan est projeté sur le sol. Cory s'occupe de faire en sorte que Collins soit enfin libéré de prison, alors qu'une courte peine l'attend pour sa participation à l'expérience sur le cerveau. Janice assure à Cory qu'elle l'attendra.

## Fiche technique
- Titre français : La Femme et le Monstre[1]
- Titre original anglais : The Lady and the Monster ou The Lady and the Doctor ou Tiger Man ou The Green Monster ou Donovan's Brain[2]
- Réalisateur : George Sherman
- Scénario : Dane Lussier, Frederick Kohner d'après Le Cerveau du nabab de Curt Siodmak
- Photographie : John Alton
- Montage : Arthur Roberts
- Musique : Walter Scharf
- Production : George Sherman
- Sociétés de production : Republic Pictures
- Pays de production :  États-Unis
- Langues originales : anglais américain
- Format : Noir et blanc - 1,37:1 - Son mono - 35 mm
- Durée : 83 minutes
- Genre : film de science-fiction horrifique
- Dates de sortie :
  - États-Unis : 14 mars 1944 (Chicago)
  - France : 24 octobre 1947 (Lyon)

## Distribution
- Vera Ralston : Janice Farrell
- Richard Arlen : Dr Patrick Cory
- Erich von Stroheim : Professeur Franz Mueller
- Helen Vinson : Chloe Donovan
- Mary Nash : Mme Fame, la gouvernante
- Sidney Blackmer : Eugène Fulton
- Janet Martin : la chanteuse de café
- William Henry : Roger Collins
- Charles Cane : M. Grimes
- Juanita Quigley : Mary Lou
- Josephine Dillon : La grand-mère de Mary Lou
- Harry Hayden : Dr Martin
- Antonio Triana : lui-même
- Lola Montes (en) : elle-même
- Helen Talbot
- Tom London : l'homme suivant Cory